# 神奈川県立西湘高等学校
神奈川県立西湘高等学校（かながわけんりつせいしょうこうとうがっこう）は、神奈川県小田原市に所在する公立の高等学校。通称「西湘（せいしょう）」、「西湘高校（せいしょうこうこう）」。神奈川県立小田原城東高等学校の普通科が分離独立する形で開校した。

## 設置学科
- 普通科

## 沿革
- 1957年4月4日 小田原市立酒匂中学校より仮校舎に移転
- 1957年4月5日 第1学年入学式および開校式
- 1959年1月31日 校歌発表
- 1960年1月12日 校旗伝達式
- 1961年1月19日 校舎落成式
- 1986年3月27日 新体育館竣工
- 2004年4月1日 二学期制導入
- 2005年4月 理数コース設置。スーパーサイエンスハイスクール指定[1]
- 2008年3月24日 校舎改修第一期工事竣工(C・D棟)
- 2009年7月22日 校舎改修第二期工事竣工(B・E棟)
- 2011年4月 スーパーサイエンスハイスクール継続指定
- 2011年6月25日 校舎改修第三期工事竣工(A棟)
- 2017年4月 - 理数コースの生徒募集を停止し、コース制を解消。スーパーサイエンスハイスクールの終了
- 2016年- プログラミング教育推進指定校[2]

## 特徴
もともとは女子校からスタートした。
「理数コース」という特別コースがあり、文字通り理数を中心に勉強をする（高校受験時に選抜）。
(2017年度入学者から募集をやめている)。
一般コースは、1年次では音楽クラス、美術クラス、書道クラスに分かれている。一般コースは、2年次より文系、文理系、理系に分かれる。

## 学校行事
2012年度まで毎年5月に小田原城山競技場にて陸上競技大会を行っていた。
2013年度より、それまで隔年で行われていた体育祭と文化祭（西湘祭）が両方とも6月に開催されるようになった。
2015年度からは毎年6月に体育祭、9月には文化祭が開催されている。
他に年に2回、球技大会が開催される。（3年は入試の関係で1回のみ。）2018年から球技大会は年に1回となった。

## 校舎
校舎は主にA棟からE棟までの5棟でその他 部室棟・体育館・柔剣道場などがある。2007年（平成19年）から耐震工事が行われていた。その間グラウンド・テニスコートなどに仮設校舎が建設されていた。2011年、同窓会・後援会により各教室にエアコンが設置される。

## 部活動
運動部が18、文化部が11、同好会・愛好会が6である。
かるた部（全国大会出場）・吹奏楽（東関東大会出場）などの文化部が比較的強かったが、近年運動部もさかんで、陸上部（個人でインターハイ・国体出場）・卓球（関東大会出場）・弓道（関東大会出場）・男子ソフトテニス部（関東大会出場）などがあげられる。2011年次は少林寺拳法も強く大きい大会へ多数出場している。2018年次には、男子ソフトテニス部が個人戦で４６年ぶりの関東大会出場（中村・志村ペア）を果している。2021年次は男子ソフトテニス部が個人戦で３年ぶりの関東大会出場（芹澤・高橋ペア）を果たしている。2022年次は男子ソフトテニス部が個人戦で２年連続となる関東大会出場（芹澤・本多ペア）を果たしている。
俳優の阿藤快が在校していたが、阿藤は野球部に入部したかったが、元々女子校の為野球部がなく、野球部があるほかの高校を編入を試みたが失敗し、西湘高校に復学したというエピソードがある。阿藤が卒業から数年後、当時野球をやっていた教諭および生徒が野球部創設を懇願。その後、野球同好会が設立され、数年後野球部として昇格された。

## 交通
- 東海道線 (JR東日本)「鴨宮駅」徒歩8分
- 箱根登山バスでダイナシティから、小田原東郵便局経由鴨宮駅行きに乗り「西湘高校入口」バス停下車徒歩3分

## 著名な出身者
- 佐々木奈保美 - 衆議院議員
- 府川裕一 - 開成町長
- 松本一彦 - 真鶴町長
- 勝俣浩行 - 箱根町長
- 武井政二 - 元神奈川県副知事
- 川口勝 - バンダイナムコホールディングス社長、日本玩具協会副会長
- 阿藤快 - 俳優
- 藍坊主 - ロックバンド。藤森真一、hozzyと旧メンバーの亀井栄が当校出身。
- 佐藤ルミナ - 元総合格闘家
- 鈴木健二 (情報工学者) - 東京科学大学（旧：東京工業大学）特任教授、名古屋大学客員教授
- いまのまい - 歌手、元アイドル
- 繁田隼 - 元プロ野球選手
- ジョニー志村 - ものまねタレント